# Матч без турнирного значения
Матч без турнирного значения — спортивный матч в рамках серии встреч или в рамках кругового турнира, результат которого даже теоретически не сможет повлиять на исход серии матчей или турнира; обычно такой матч имеет в лучшем случае моральное значение для участников. Эти матчи проходят в турнирах по таким видам спорта, как теннис, крикет, хоккей с мячом, футбол, регби и т.д.
Матч без турнирного значения проходит в менее напряжённой атмосфере, поскольку его участникам фактически «нечего терять». Обычно команда, которая гарантировала себе выход в следующий раунд или определённую строчку, может выставить резервный состав; команда, которая неизбежно покинет турнир или вылетит в дивизион ниже, пытается напоследок «хлопнуть дверью». В английской терминологии такой матч называет dead rubber match (букв. с англ. — «мёртвая резина») как антоним rubber match (решающий).

## Примеры

### Бадминтон
В матчах без турнирного значения могут иметь место умышленные проигрыши (игра в поддавки) с целью выхода на удобных противников в плей-офф. С точки зрения спортивного поведения, подобные выступления неприемлемы и могут наказываться дисквалификацией. Так на Олимпиаде в Лондоне был создан прецедент на турнире по бадминтону в женском парном разряде: восемь спортсменок из Южной Кореи, Китая и Индонезии были дисквалифицированы за умышленные проигрыши в матчах, от исходов которых не зависел выход в следующий раунд, но зависела сетка плей-офф. Формально их отстранили «за нежелание прилагать все свои усилия». Считается, что именно дисквалификация четырёх пар за неспортивное поведение помогла россиянкам Нине Висловой и Валерии Сорокиной на той Олимпиаде завоевать первые для России бронзовые медали.

### Теннис
С 2011 по 2019 годы в Кубке Дэвиса действовал формат, когда серия состояла состоял из пяти встреч: в случае, если команда побеждала досрочно со счётом 3:0, то всё равно доигрывались обе встречи (по три сета каждая); если же команда выигрывала серию только в четвёртой встрече, то пятая не игралась. К примеру, по этому регламенту финал Кубка Дэвиса завершился победой Хорватии над Францией со счётом 3:1, а пятая встреча в итоге не была сыграна из-за ненадобности.
В Кубке Дэвиса с 2019 года в связи с изменением формата в рамках плей-офф в каждой серии играется три встречи: тот, кто одержит две победы, проходит в следующий раунд. Если одна из команд выиграла серию со счётом 2:0, то третья встреча тогда теряет турнирное значение, но её в таком случае не проводят.

### Футбол
| Поз | Команда           | И | В | Н | П | МЗ | МП | РМ | О | Квалификация     |
| --- | ----------------- | - | - | - | - | -- | -- | -- | - | ---------------- |
| 1   | Уругвай           | 3 | 3 | 0 | 0 | 5  | 0  | +5 | 9 | Выход в плей-офф |
| 2   | Россия (Х)        | 3 | 2 | 0 | 1 | 8  | 4  | +4 | 6 | Выход в плей-офф |
| 3   | Саудовская Аравия | 3 | 1 | 0 | 2 | 2  | 7  | −5 | 3 |                  |
| 4   | Египет            | 3 | 0 | 0 | 3 | 2  | 6  | −4 | 0 |                  |

На чемпионате мира по футболу 2018 года в группе A матч 3-го тура между Египтом и Саудовской Аравией можно расценивать как игру без турнирного значения, поскольку обе путёвки в плей-офф заполучили Уругвай и Россия, а теоретически их догнать уже было невозможно (у египтян и саудовцев не было набранных очков в активе). Победа в таком матче могла принести лишь моральное удовлетворение и третью строчку в турнирной таблице, которая, однако, ничего не давала. Победу одержали в итоге саудовцы со счётом 2:1.
| Саудовская Аравия                           | 2:1     | Египет    |
| ------------------------------------------- | ------- | --------- |
| аль-Фарадж 45+6′ (пен.) · аль-Давсари 90+5′ | (отчёт) | Салах 22′ |

Ведущие футбольные сборные обычно встречаются друг с другом или в плей-офф международных турниров, или в последних раундах квалификации, когда исход отборочного турнира уже предрешён, или в не имеющих значения товарищеских матчах. Пресса полагала, что учреждённая в 2018 году Лига наций УЕФА, разделённая на четыре дивизиона, должна была положить конец матчам без турнирного значения.

### Хоккей с шайбой
На Олимпиаде в Турине в 2006 году 21 февраля был сыгран матч между Швецией и Словакией — командами, которые уже гарантированно вышли в четвертьфинал Олимпиады. Швеция проиграла со счётом 0:3 и заняла 3-е место, выйдя на занявшую 2-е место Швейцарию, но в итоге выиграла турнир. В 2011 году нападающий сборной Швеции Петер Форсберг заявил о том, что тот матч против Словакии не имел никакого турнирного значения, так как обе команды уже попали в четвертьфинал, однако он опасался, что Швеция в случае победы может попасть в плей-офф на занявшую 3-е место в группе Канаду или пересечься с канадцами или Россией до финала, поэтому команда якобы умышленно проиграла словакам.
В связи с тем, что Форсберга неправильно поняли, заявление чуть не обернулось рассмотрением дела со стороны ИИХФ, поскольку исходное толкование предполагало, что матч мог носить характер договорного. Только затем Форсберг объяснил, что Швеция никому матч не проигрывала умышленно и что у команды просто не было достаточной мотивации во встрече, что и привело к итоговому поражению.